# Hyparrhenia smithiana
Hyparrhenia smithiana là một loài thực vật có hoa trong họ Hòa thảo. Loài này được (Hook.f.) Stapf mô tả khoa học đầu tiên năm 1918.